# Acontia triangulum
Acontia triangulum är en fjärilsart som beskrevs av Costa 1882. Acontia triangulum ingår i släktet Acontia och familjen nattflyn. Inga underarter finns listade i Catalogue of Life.